# Makov (ort i Tjeckien)
Makov är en ort i Tjeckien.   Den ligger i regionen Pardubice, i den centrala delen av landet, 130 km öster om huvudstaden Prag. Makov ligger 424 meter över havet och antalet invånare är 352.
Terrängen runt Makov är platt åt nordost, men åt sydväst är den kuperad. Runt Makov är det ganska tätbefolkat, med 100 invånare per kvadratkilometer. Närmaste större samhälle är Česká Třebová, 18,9 km öster om Makov. Trakten runt Makov består till största delen av jordbruksmark.